# Distretto di Pichacani
Il distretto di Pichacani è uno dei quindici distretti della provincia di Puno, in Perù. Si trova nella regione di Puno e si estende su una superficie di 1.633,48 chilometri quadrati.

Ha per capitale la città di Laraqueri; nel censimento 2005 si contava una popolazione di 6.134 unità.